# ميلفورد (يوتا)
ميلفورد (بالإنجليزية: Milford, Utah)‏ هي مدينة تقع في الولايات المتحدة في مقاطعة بيفير، يوتا.  يقدر عدد سكانها بـ 1,368 نسمة ومساحتها 8.0 كم2  وترتفع عن سطح البحر 1,514 متر.

## التركيبة السكانية
حدّد مكتب تعداد الولايات المتحدة بيانات التركيبة السكانية لميلفورد في تعداد الولايات المتحدة. في ما يلي، التركيبة السكانية حسب تعدادي 2000 و2010.

### تعداد عام 2000
بلغ عدد سكان ميلفورد 1,451 نسمة بحسب تعداد عام 2000، وبلغ عدد الأسر 484 أسرة وعدد العائلات 357 عائلة مقيمة في المدينة. في حين سجلت الكثافة السكانية 261.9 نسمة لكل كيلومتر مربع (678.3/ميل2). وبلغ عدد الوحدات السكنية 589 وحدة بمتوسط كثافة قدره 106.3 لكل كيلومتر مربع (275.3/ميل2).
وتوزع التركيب العرقي للمدينة بنسبة 90.42% من البيض و1.45% من الأمريكيين الأصليين و1.45% من الأمريكيين ذوي الأصول الآسيوية و4.07% من الأعراق الأخرى و2.62% من عرقين مختلطين أو أكثر و6.13% من الهسبانيون أو اللاتينيون من أي عرق.
بلغ عدد الأسر 484 أسرة كانت نسبة 47.1% منها لديها أطفال تحت سن الثامنة عشر تعيش معهم، وبلغت نسبة الأزواج القاطنين مع بعضهم البعض 61% من أصل المجموع الكلي للأسر، ونسبة 9.3% من الأسر كان لديها معيلات من الإناث دون وجود شريك،  بينما كانت نسبة 3.5% من الأسر لديها معيلون من الذكور دون وجود شريكة وكانت نسبة 26.2% من غير العائلات. تألفت نسبة 24% من أصل جميع الأسر من عدة أفراد يعيشون في نفس المنزل ونسبة 14.7% كانت تتألف من شخص يعيش بمفرده يبلغ من العمر 65 عاماً أو أكثر. وبلغ متوسط حجم الأسرة المعيشية 2.95، أما متوسط حجم العائلات فبلغ 3.58.
بلغ العمر الوسطي للسكان 27.9 عاماً. وكانت نسبة 37.2% من القاطنين تحت سن الثامنة عشر، وكانت نسبة 9.6% بين الثامنة عشر والرابعة والعشرين عاماً، ونسبة 23.5% كانت واقعةً في الفئة العمرية ما بين الخامسة والعشرين والرابعة والأربعين عاماً، ونسبة 17.2% كانت ما بين الخامسة والأربعين والرابعة والستين، ونسبة 11% كانت ضمن فئة الخامسة والستين عاماً فما فوق. يوجد لكل 100 أنثى 98.6 ذكر، ويوجد لكل 100 أنثى في الثامنة عشر من عمرها فما فوق 96.9 ذكر.
بلغ متوسط دخل الأسرة في المدينة 35,809 دولارًا، أما متوسط دخل العائلة فبلغ 41,750 دولارًا. وكان متوسط دخل الذكور 35,568 دولارًا مقابل 19,000 دولارًا للإناث. وسجل دخل الفرد الخاص بالمدينة 14,889 دولارًا. وكانت نسبة 9.2% من العائلات ونسبة 10.8% من السكان تحت خط الفقر، وكان من هؤلاء نسبة 11.1% تحت سن الثامنة عشر ونسبة 17.4% في الخامسة والستين من العمر وما فوق.

### تعداد عام 2010
بلغ عدد سكان ميلفورد 1,409 نسمة بحسب تعداد عام 2010، وبلغ عدد الأسر 498 أسرة وعدد العائلات 365 عائلة مقيمة في المدينة. في حين سجلت الكثافة السكانية 254.3 نسمة لكل كيلومتر مربع (658.6/ميل2). وبلغ عدد الوحدات السكنية 618 وحدة بمتوسط كثافة قدره 111.6 لكل كيلومتر مربع (289.0/ميل2).
وتوزع التركيب العرقي للمدينة بنسبة 86.37% من البيض و0.78% من الأمريكيين الأفارقة و2.13% من الأمريكيين الأصليين و0.64% من الأمريكيين ذوي الأصول الآسيوية و0.28% من سكان جزر المحيط الهادئ و8.02% من الأعراق الأخرى و1.77% من عرقين مختلطين أو أكثر و11.28% من الهسبانيون أو اللاتينيون من أي عرق.
بلغ عدد الأسر 498 أسرة كانت نسبة 42.2% منها لديها أطفال تحت سن الثامنة عشر تعيش معهم، وبلغت نسبة الأزواج القاطنين مع بعضهم البعض 58.8% من أصل المجموع الكلي للأسر، ونسبة 9.2% من الأسر كان لديها معيلات من الإناث دون وجود شريك،  بينما كانت نسبة 5.2% من الأسر لديها معيلون من الذكور دون وجود شريكة وكانت نسبة 26.7% من غير العائلات. تألفت نسبة 23.1% من أصل جميع الأسر من عدة أفراد يعيشون في نفس المنزل ونسبة 9.4% كانت تتألف من شخص يعيش بمفرده يبلغ من العمر 65 عاماً أو أكثر. وبلغ متوسط حجم الأسرة المعيشية 2.81، أما متوسط حجم العائلات فبلغ 3.32.
بلغ العمر الوسطي للسكان 31.1 عاماً. وكانت نسبة 32.5% من القاطنين تحت سن الثامنة عشر، وكانت نسبة 8.1% بين الثامنة عشر والرابعة والعشرين عاماً، ونسبة 26.9% كانت واقعةً في الفئة العمرية ما بين الخامسة والعشرين والرابعة والأربعين عاماً، ونسبة 22.3% كانت ما بين الخامسة والأربعين والرابعة والستين، ونسبة 10.2% كانت ضمن فئة الخامسة والستين عاماً فما فوق. وتوزع التركيب الجنسي للسكان بنسبة 51.5% ذكور و48.5% إناث.

## معرض صور

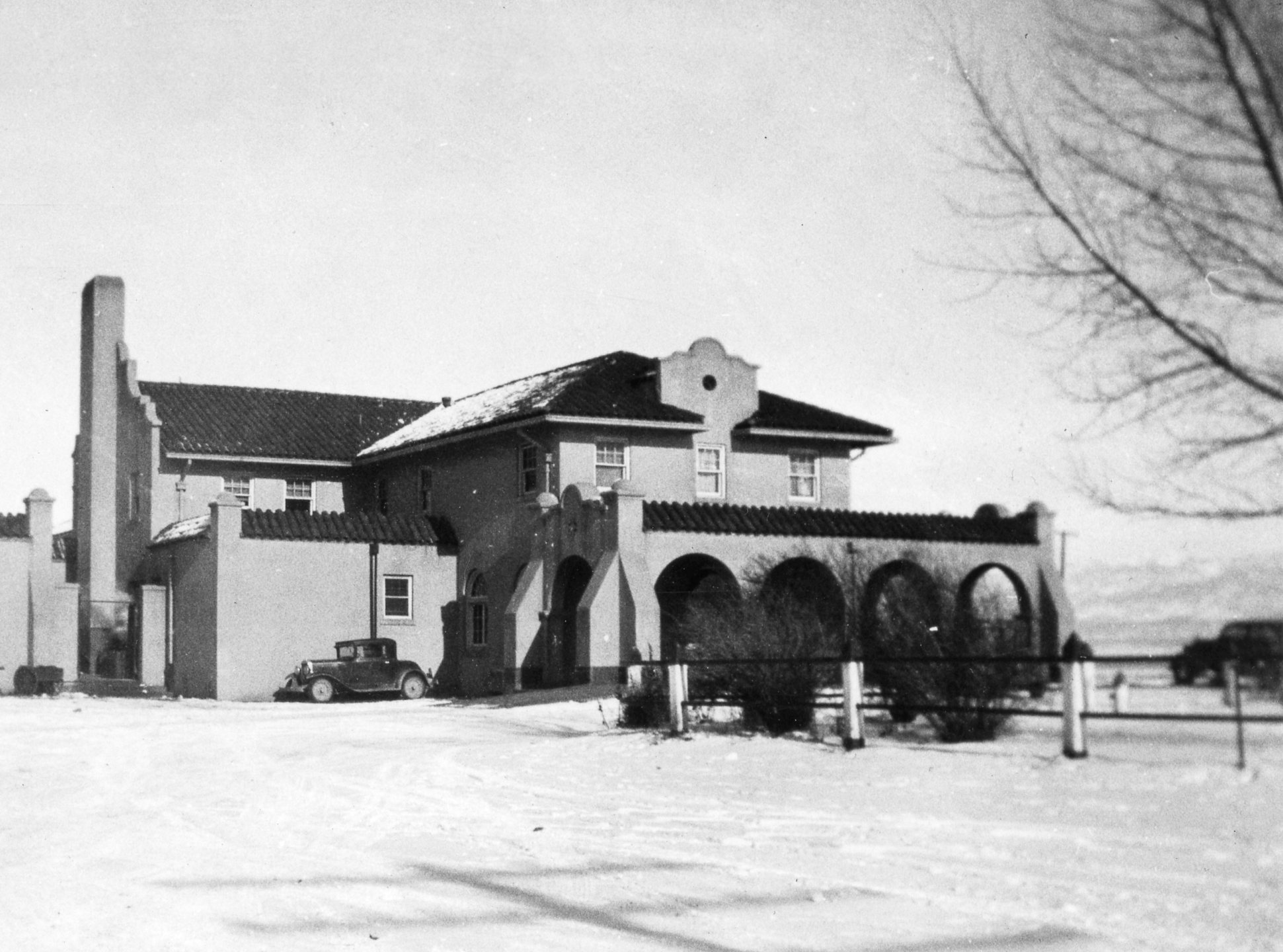
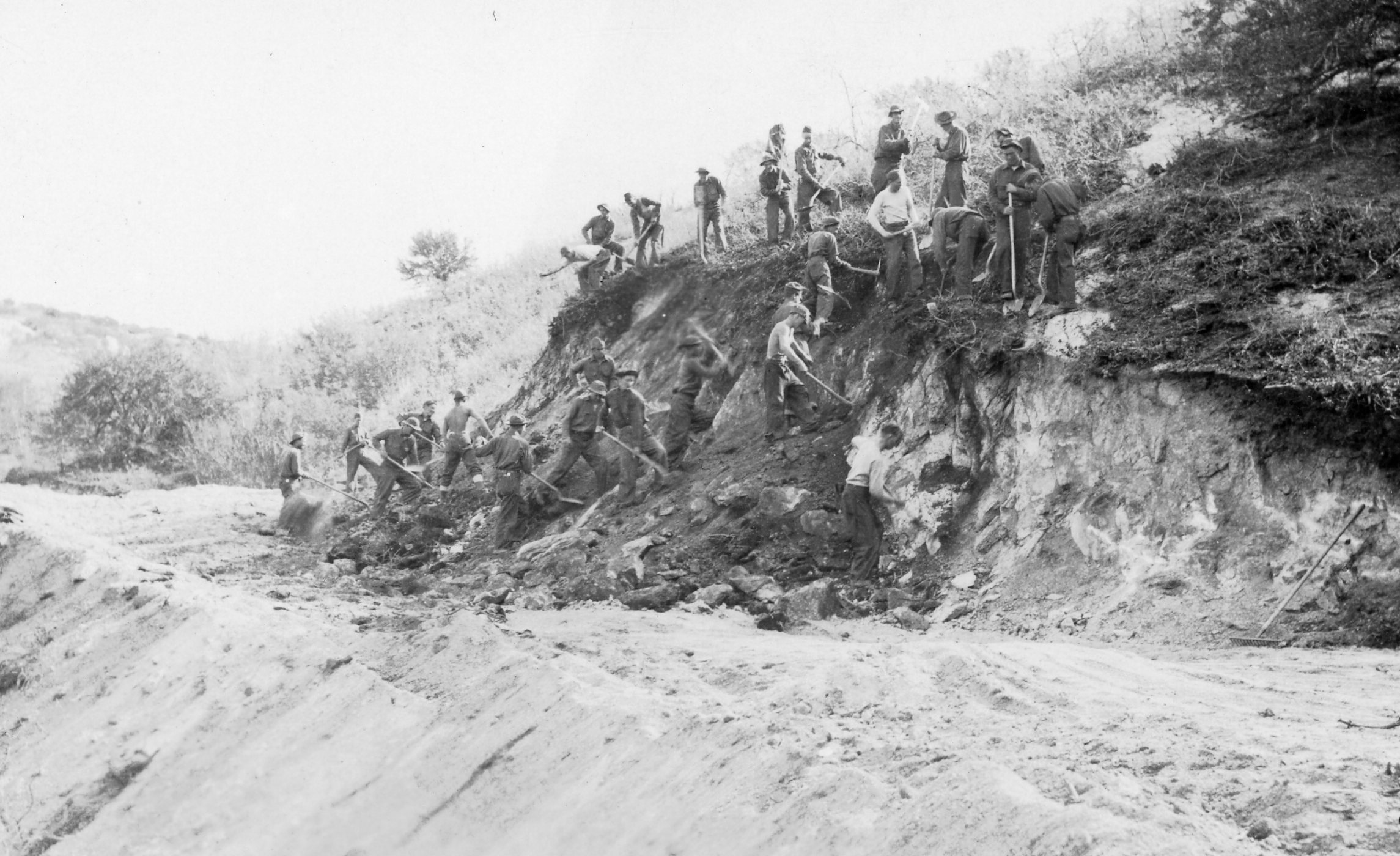
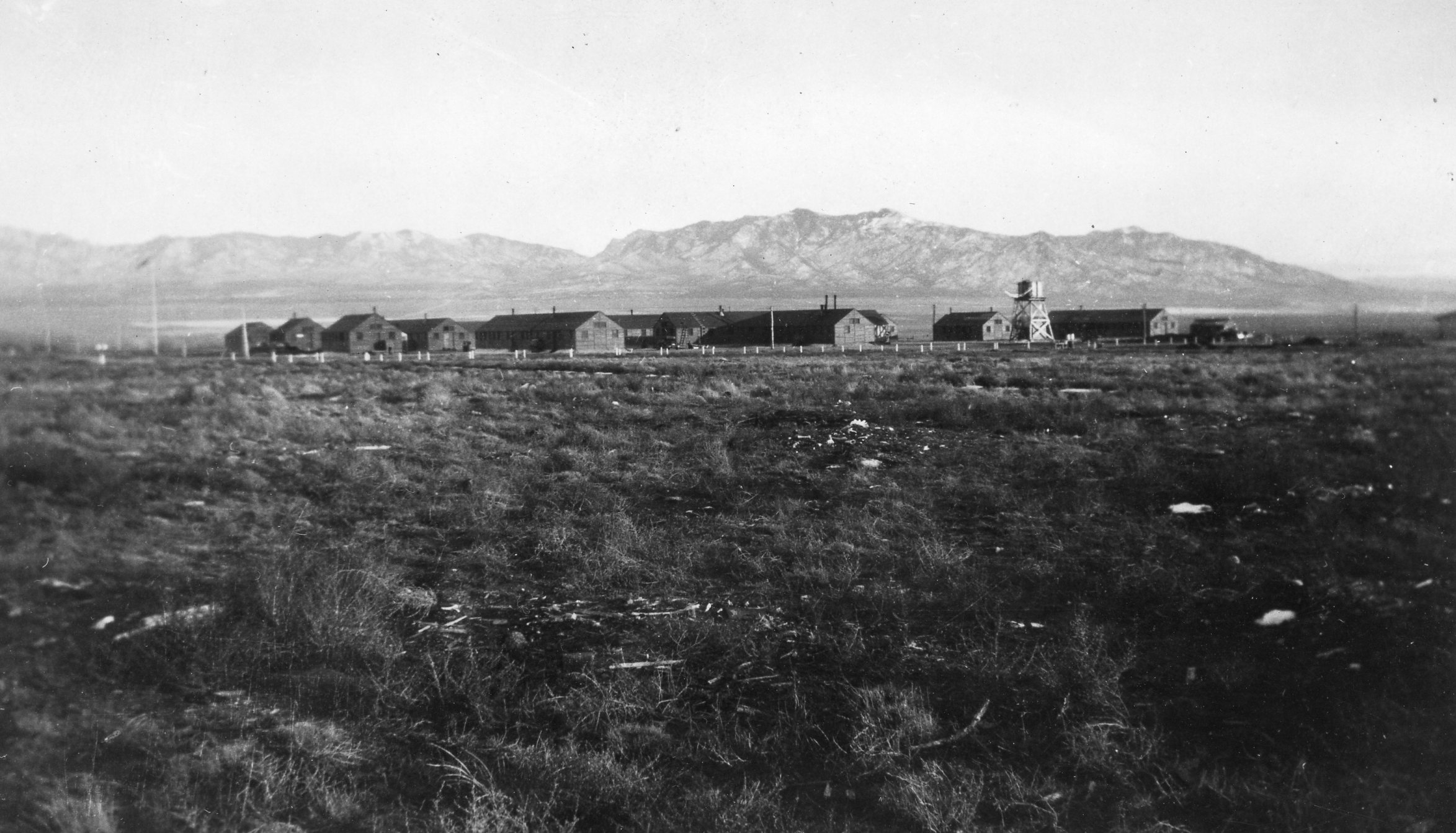
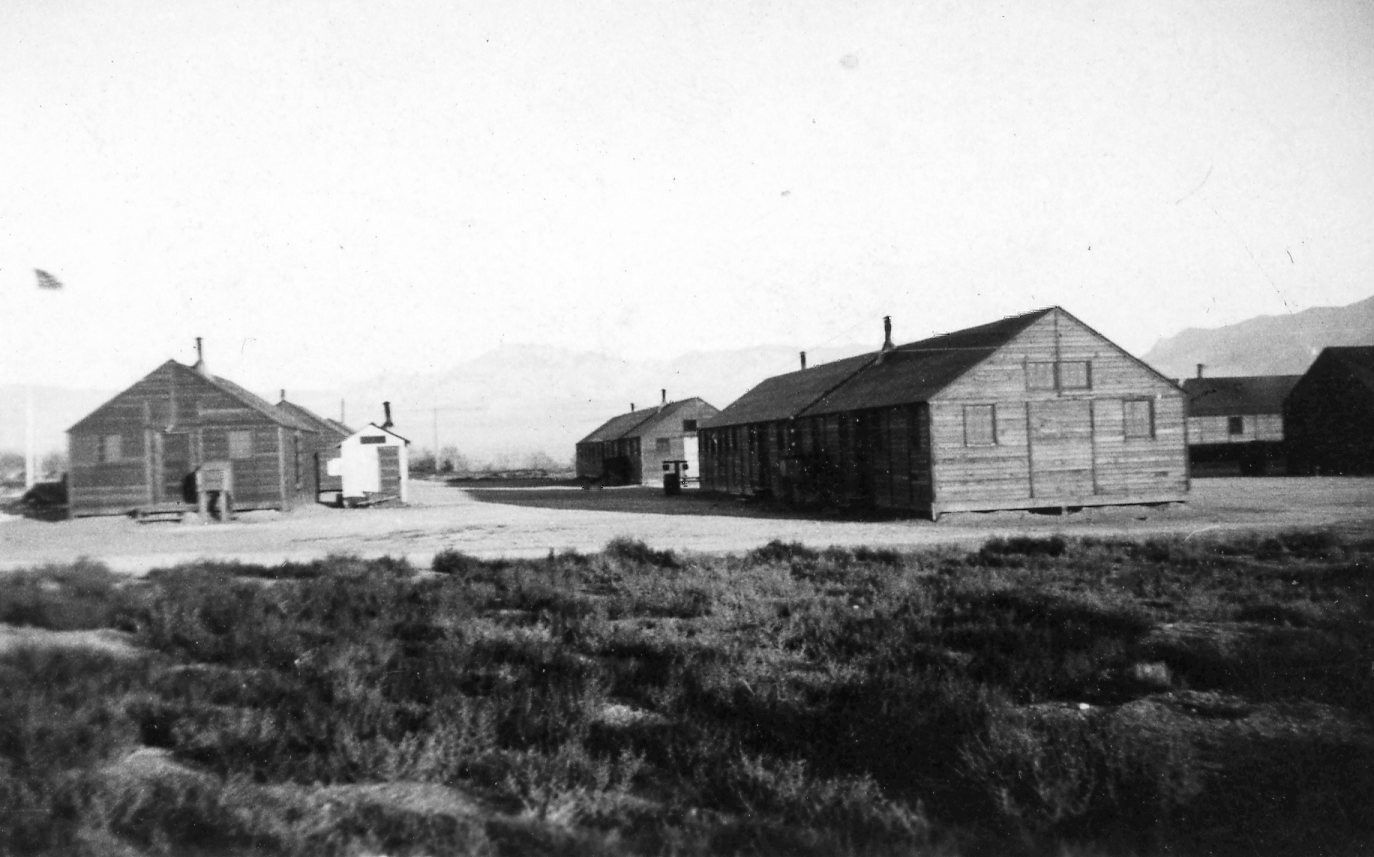